# Pylorusstenos

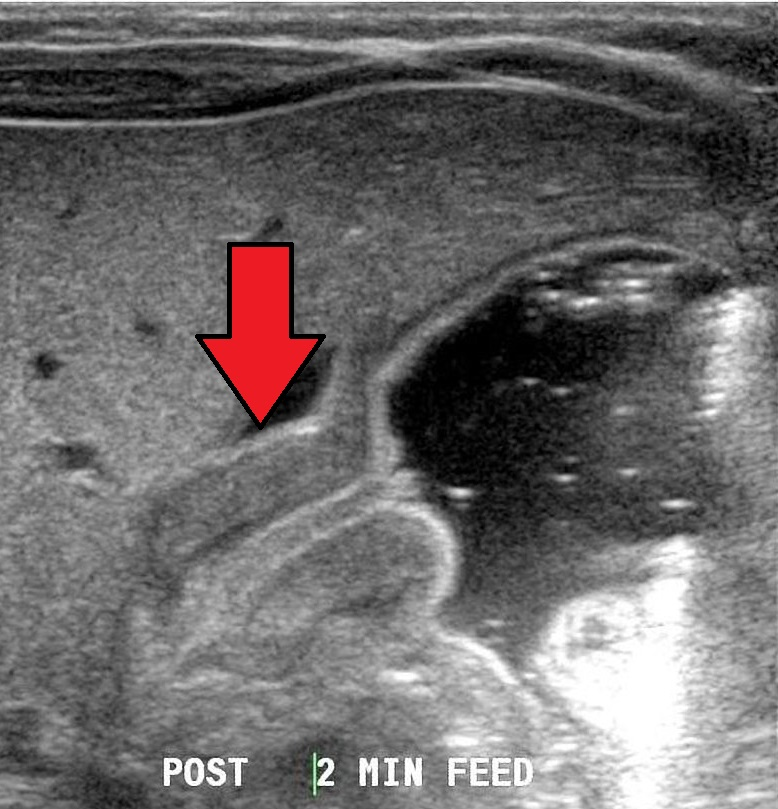
Pylorusstenos på en ultraljudbild.

Pylorusstenos avser en förträngning (stenos) av den nedre magmunnen (pylorus), vilken främst drabbar spädbarn i åldern 2–4 veckor; omkring 80 procent är pojkar. Karakteristiska symptom är häftiga kräkningar samt att barnet inte går upp i vikt.

### Webbkällor
- ”Pylorusstenos – förträngning av nedre magmunnen”. 1177 Vårdguiden. https://www.1177.se/Skane/sjukdomar--besvar/mage-och-tarm/magsack-och-matstrupe/pylorusstenos---fortrangning-av-nedre-magmunnen/. Läst 19 april 2019.